# Branchinectidae
Branchinectidae (лат.) — семейство жаброногих пресноводных ракообразных, в составе которого два рода и около 50 видов.

## Распространение
Встречаются на всех континентах, кроме Африки и Австралии.

## Описание
Вид Branchinecta gigas является самым крупным в отряде, достигает длины в 10 см и включён в Международный красный список Международного союза охраны природы.
Вид Branchinecta brushi обитает на самых больших высотах среди всех представителей ракообразных (5930 м в горах Анды, около стратовулкана Панири), разделяя этот рекорд с веслоногим ракообразным Boeckella palustris (Copepoda). Ранее монотипическое семейство теперь включает новый род Archaebranchinecta, выделенный в 2011 году для двух видов из рода Branchinecta.
- Archaebranchinecta Rogers & Coronel, 2011[6]
  - Archaebranchinecta aimara Cohen, Marinone & Adamowicz, 2019[7]
  - Archaebranchinecta pollicifera (Harding, 1940)
  - ?†Archaebranchinecta barstowensis (Belk and Schram, 2001)[8]
- Branchinecta Verrill, 1869 — около 50 видов[9]
  - Branchinecta achalensis Cesar, 1985
  - Branchinecta belki Maeda-Martínez, Obregón-Barboza & Dumont, 1992 [10]
  - Branchinecta brushi Hegna & Lazo-Wasem, 2010[5]
  - Branchinecta campestris Lynch, 1960
  - Branchinecta coloradensis Packard, 1874
  - Branchinecta constricta Rogers, 2006
  - Branchinecta conservatio Eng, Belk & Eriksen, 1990 [11]
  - Branchinecta cornigera Lynch, 1958
  - Branchinecta dissimilis Lynch, 1972
  - Branchinecta ferox (M. Milne-Edwards, 1840)
  - Branchinecta gaini Daday, 1910
  - Branchinecta gigas Lynch, 1937 [12]
  - Branchinecta granulosa Daday, 1902
  - Branchinecta hiberna Rogers & Fugate, 2001
  - Branchinecta iheringi Lilljeborg, 1889
  - Branchinecta kaibabensis Belk & Fugate, 2000
  - Branchinecta lateralis Rogers, 2006
  - Branchinecta leonensis Cesar, 1985
  - Branchinecta lindahli Packard, 1883
  - Branchinecta longiantenna Eng, Belk & Eriksen, 1990 [13]
  - Branchinecta lynchi Eng, Belk & Eriksen, 1990 [14] 
  - Branchinecta mackini Dexter, 1956
  - Branchinecta mediospina Rogers, Dasis & Murrow, 2011[15]
  - Branchinecta mesovallensis Belk & Fugate, 2000
  - Branchinecta mexicana Maeda-Martínez, Obregón-Barboza & Dumont, 1992 [16]
  - Branchinecta minuta Smirnov, 1948
  - Branchinecta oriena Belk & Rogers, 2002
  - Branchinecta orientalis G. O. Sars, 1901
  - Branchinecta oterosanvicentei Obregón-Barboza, et al., 2002
  - Branchinecta packardi Pearse, 1912
  - Branchinecta paludosa (O. F. Müller, 1788)
  - Branchinecta palustris Birabén, 1946
  - Branchinecta papillosa Birabén, 1946
  - Branchinecta potassa Belk, 1979
  - Branchinecta prima Cohen, 1983
  - Branchinecta raptor Rogers, Quinney, Weaver, and Olesen 2006
  - Branchinecta readingi Belk, 2000
  - Branchinecta rocaensis Cohen, 1982
  - Branchinecta sandiegonensis Fugate, 1993 [17]
  - Branchinecta serrata Rogers, 2006
  - Branchinecta somuncurensis Cohen, 1983
  - Branchinecta tarensis Birabén, 1946
  - Branchinecta tolli (G. O. Sars, 1897)
  - Branchinecta valchetana Cohen, 1981
  - Branchinecta vuriloche Cohen, 1985